# Idiostrangalia fukiensis
Idiostrangalia fukiensis là một loài bọ cánh cứng trong họ Cerambycidae.